# Lunde, Agder
Lunde är en kyrkby i Sirdals kommun i Agder fylke i södra Norge. Byn ligger vid fylkesväg 468 och älven Sira i Sirdalen. Här finns Lunde kyrka.
Byn utgjorde tidigare centralort i dåvarande Øvre Sirdals kommun i Vest-Agder fylke.